# Ramka
Ramka là một đô thị thuộc tỉnh Relizane, Algérie. Dân số thời điểm năm 2002 là 5.215 người.